# Jan Osvald Pedersen
Jan Osvald Pedersen (ur. 9 listopada 1962 w Middelfart) – duński żużlowiec, występujący również na długim torze.

## Życiorys
Pierwszy znaczący sukces w swojej karierze osiągnął w roku 1981, zajmując w Młodzieżowych Indywidualnych Mistrzostwach Danii trzecie miejsce. W następnym roku zadebiutował Indywidualnych Mistrzostwach Europy Juniorów, gdzie zajął piąte miejsce. W 1985 debiutuje w finale Indywidualnych Mistrzostw Świata zajmując dziewiątą lokatę. W 1986 zdobywa wraz z kolegami narodowej reprezentacji złoty medal oraz w Chorzowie srebrny medal IMŚ.
Od połowy lat 80. należał do podstawowych zawodników reprezentacji Danii. Czterokrotnie zdobył tytuł Drużynowego Mistrza Świata (1986, 1987, 1988, 1991) i raz brązowy medal (1990). Był również dwukrotnym Mistrzem Świata Par (1990, 1991)
W latach 1985–1991 pięciokrotnie startował w finałach Indywidualnych Mistrzostw Świata. Największy sukces osiągnął w roku 1991 zdobywając w Göteborgu tytuł mistrza świata,ma też w swoim dorobku medal srebrny z 1986 oraz brązowy z 1988. Na swoim koncie ma też dwa tytuły mistrza Danii (1988, 1991) i jeden brązowy medal (1990).
W sezonach 1983–1991 startował w brytyjskiej lidze żużlowej, reprezentując barwy klubu Cradley Heath Heathens (poza sezonem 1984, kiedy został wypożyczony do Sheffield Tigers), z którym zdobył tytuł mistrzowski (1983), dwa medale srebrne (1986, 1987) oraz trzy brązowe (1988, 1989, 1991).
W drużynowych rozgrywkach w Polsce pojawił się w roku 1992, reprezentując klub ROW Rybnik. Wystąpił tylko w dwóch drugoligowych meczach i 8 wyścigach, zdobywając w nich 18 punktów i 3 bonusy. Jednego wyścigu nie ukończył z powodu upadku.
15 maja 1992 po upadku w Viborgu i urazie kregosłupa przedwcześnie zakończył karierę sportową.

## Przynależność klubowa
Wielka Brytania
- Cradley Heath Heathens (1983)
- Sheffield Tigers (1984)
- Cradley Heath Heathens (1985–1992)

Polska
- ROW Rybnik (1992)